# Triodia bromoides
Triodia bromoides är en gräsart som först beskrevs av Ferdinand von Mueller, och fick sitt nu gällande namn av Michael Lazarides. Triodia bromoides ingår i släktet Triodia och familjen gräs. Inga underarter finns listade i Catalogue of Life.